# Peter Fieber
Peter Fieber (Bratislava, 16 maggio 1964) è un ex calciatore cecoslovacco naturalizzato slovacco dal 1993, di ruolo difensore.

## Palmarès

### Club

#### Competizioni nazionali
- Coppa di Cecoslovacchia: 1

DAC Dunajská Streda: 1986-1987